# Boeberastrum
Boeberastrum (A.Gray) Rydb. è un genere di piante della famiglia delle Asteracee, che comprende 2 sole specie, diffuse in Baja California (Messico).

## Tassonomia
Il genere fa parte della sottotribù Pectidinae, raggruppamento che la classificazione tradizionale colloca all'interno della tribù Heliantheae e che la moderna classificazione filogenetica attribuisce alle Tageteae.

Recenti studi filogenetici suggeriscono che i generi cubani Harnackia e Lescaillea siano un sister group di Boeberastrum.
Il genere comprende 2 specie:
- Boeberastrum anthemidifolium (Benth.) Rydb.
- Boeberastrum litorale (Brandegee) Rydb.